# Druk soczewkowy

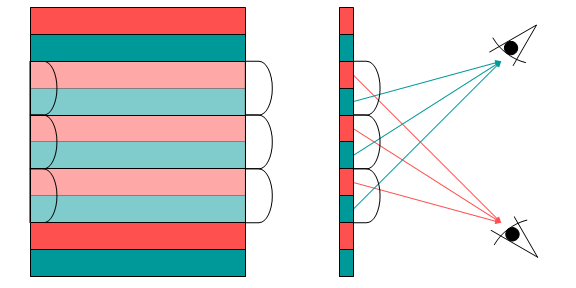
Powstawanie obrazu w druku soczewkowym

Druk soczewkowy – metoda uzyskiwania trójwymiarowych lub animowanych obrazów na płaskiej powierzchni, do oglądania których nie potrzeba żadnych przyrządów. Pozwala też na uzyskiwanie efektu morfingu, czyli płynnego przejścia jednego obrazu w drugi.
Podłożem drukowym jest przezroczyste tworzywo – folia soczewkowa (opisana poniżej). Awers pokrywają liniowe soczewki lub pryzmaty, a zadrukowuje się rewers. Odpowiedni zadruk sprawia, że patrząc od strony awersu, obserwuje się efekt trójwymiarowości lub animacji. Druk soczewkowy można uznać za specyficzny rodzaj uszlachetniania druku.
Tą techniką bywają wykonywane kartki pocztowe, okładki książek i czasopism, opakowania, naklejki, podkładki pod myszki komputerowe, puzzle i inne przedmioty.

## Folia soczewkowa
Inaczej folia lentikularna – jest to specjalne podłoże drukowe z przezroczystego tworzywa sztucznego w postaci folii z jednej strony gładkiej, z drugiej z wytłoczonymi soczewkami lub pryzmatami liniowymi. Folie te wykonywane są najczęściej z polimetakrylanu metylu, polistyrenu, polipropylenu lub poliestrów. Grubość folii jest związana z liniaturą soczewek. Im wyższa liniatura tym grubość folii może być mniejsza, ale też wymagana jest wyższa jakość (dokładność) nadruku. Dostępne na rynku folie posiadają grubości 0,3–3,8 mm i liniaturę 10–161 lpi.